# Willebaud
Willebaud (varianten: Villebaud, Vulbas, Bourbas; Latijn: Vibaldus of Vulbandus) was een Bourgondisch edelman in de zevende eeuw, die na zijn dood als heilige werd vereerd.

## Levensloop

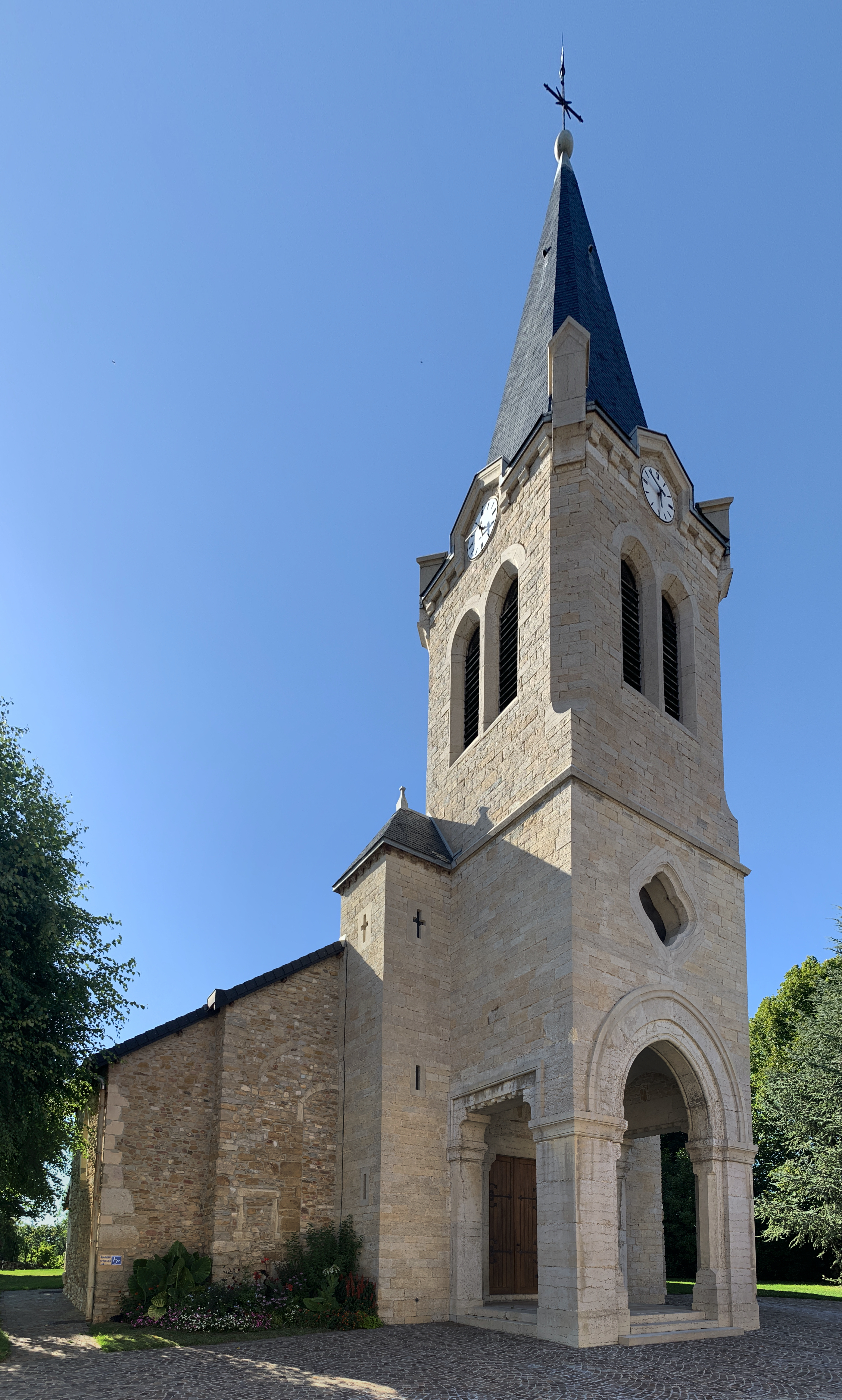
Église Saint-Vulbas in Saint-Vulbas

Willebaud werd geboren in een machtige adellijke familie in het koninkrijk Bourgondië, onderdeel van het Frankische Rijk. Hij diende in het leger van de Frankische koning Dagobert I. Hij onderscheidde zich in de strijd in Gascogne, waar hij na 635 een Bourgondisch legeronderdeel aanvoerde. Als dank werd hij door Dagobert aangesteld als gouverneur of patricius van Bourgondië. Na de dood van Dagobert was hij samen met de andere Bourgondische leiders in Orléans, waar Nanthilde als weduwe van de koning een hofmeier aanstelde om Bourgondië te besturen zolang haar zoon Clovis II minderjarig was. Willebaud verzette zich daar tegen de aanstelling van de Frank Flachoald als hofmeier. Omstreeks het jaar 650 liet Flachoald als wraak Willeboud vermoorden in de buurt van Autun. Volgens de legende stierf Flachoald zelf korte tijd later aan een ziekte.

## Verering
Na zijn dood werd Willebaud als martelaar omwille van de gerechtigheid beschouwd. De heiligen Eligius en Audoënus, die Willeboud persoonlijk hadden gekend, getuigden van zijn moed, rechtvaardigheid en vroomheid. Zijn relieken kwamen terecht in het klooster van Condat en werden daarvandaan verplaatst naar het dorp Saint-Vulbas, dat sindsdien de naam van de heilige draagt. Mogelijk bezat Willebaud landgoederen in deze streek. Zijn resten werden bewaard in een witmarmeren sarcofaag in de dorpskerk. Zij graf was tot in de negentiende eeuw een bedevaartsoord. Tijdens de Franse Revolutie werd de sarcofaag stukgeslagen door revolutionairen. Nadien werd de sarcofaag hersteld en werden de relieken van de heilige teruggeplaatst. De sarcofaag werd in 1920 beschermd als monument historique.
De naamdag van de heilige Willebaud is 10 mei.